# Port de jeu
 (août 2010).
Si vous disposez d'ouvrages ou d'articles de référence ou si vous connaissez des sites web de qualité traitant du thème abordé ici, merci de compléter l'article en donnant les références utiles à sa vérifiabilité et en les liant à la section « Notes et références ».

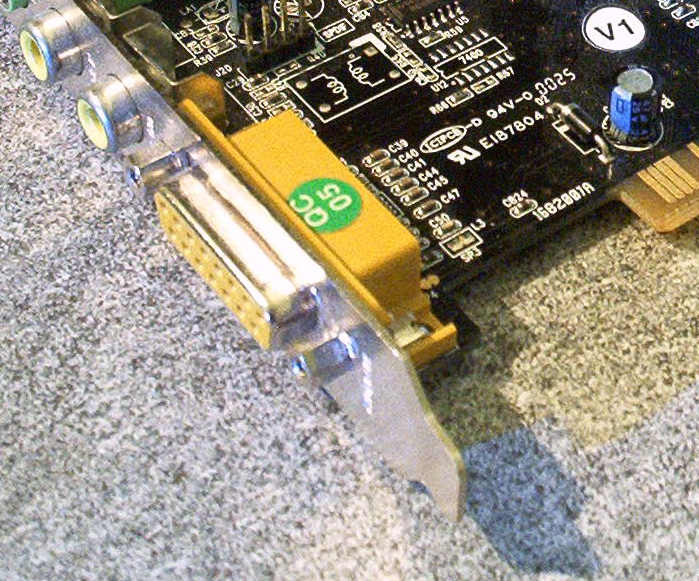
Port de jeu situé sur une carte son sur port PCI

Le port de jeu a été le connecteur traditionnel pour périphériques d'entrée de jeu vidéo sur PC x86. À partir des années 90, le port de jeu a souvent été intégré aux entrées/sorties d'un PC via la carte son, soit ISA ou PCI, ou comme un élément intégré à certaines cartes mères. Avant cela, il était généralement sur une carte dédiée ISA. Microsoft a mis fin au support du port de jeu avec Windows Vista, il est donc probable que les fabricants cessent de produire leurs cartes avec ce connecteur. Toutefois, il est encore tout à fait possible de fournir des pilotes tiers qui prennent en charge le port de jeu, et certaines entreprises qui ont produit des cartes de port de jeu dans le passé le font. Des adaptateurs USB qui permettront aux contrôleurs de port de jeu d'en produire ont également été proposés.

## Matériel
Contrairement à la plupart des autres ports présents sur le PC, le port de jeu est un port analogique. Cela signifie que le signal doit d'abord être modifié sous forme numérique, une tâche qui est généralement réalisée par un convertisseur analogique-numérique. Dans les premiers jours, la plupart des modèles de joysticks ont été numériques, ce qui les rendait plus faciles à construire et à moindre coût. Le port de jeu a une interface 15-broches D-sub alors que la plupart des ordinateurs qui utilisaient des joysticks numériques avaient un 9-broches. Cela en fait des joysticks incompatibles avec la nouvelle interface.
Les joysticks numériques sont faciles d'accès pour les programmeurs. Le signal est déjà numérique, et sont seulement transférées vers le PC. Les signaux analogiques sont beaucoup plus difficiles à utiliser, ils ont besoin d'un logiciel d'interruption minutieux de programmation conduite (pour obtenir un signal utile). Les interruptions utilisent le processeur principal du système. Les circuits numériques peuvent utiliser un Transistor-Transistor logic qui n'utilise pas le CPU.

### Circuits
La mise en œuvre habituelle d'un port de jeu utilise un condensateur et un simple comparateur de tension, qui forment ensemble une sorte de rampe de comparaison CAN brute, qui a besoin d'être interrogé périodiquement et est remis à zéro à des moments précis afin de lire une entrée, chose importante qui doit être faite plusieurs fois (généralement plus de 30 fois) par seconde afin d'apporter une contribution au jeu adaptée, et la fréquence d'acquisition réelle et la valeur dépendent typiquement de la résistance du joystick à l'intérieur, du bruit, de la vitesse du processeur et de la constante de temps du circuit RC du joystick-condensateur global.

### Caractéristiques électriques
La puissance du port de jeu peut être chargé avec environ 750 mA, mais cela est partagé avec le clavier (100 mA max), la souris (~ 25 mA) et le port vidéo (VGA, utilise 50 mA). Elle laisse environ 575 mA pour une utilisation actuelle du port de jeu.